# Diocese de Haarlem–Amsterdão
A Diocese de Haarlem-Amsterdão (em neerlandês: Bisdom Haarlem-Amsterdam, em latim: Dioecesis Harlemensis-Amstelodamensis) é uma diocese latina da Igreja Católica nos Países Baixos. Como uma das sete sufragâneas da província eclesiástica do Arcebispo Metropolitano de Utrecht, o território diocesano compreende o noroeste dos Países Baixos, incluindo as cidades de Haarlem (capital da Holanda do Norte) e Amsterdão (na mesma província e capital nacional nominal holandesa).
Johannes Hendriks é Bispo da Diocese de Haarlem – Amsterdã desde 2020.

## História
A diocese foi fundada em 12 de maio de 1559, em território (Holanda Central e do Norte) canonicamente separado da Diocese de Utrecht, que foi simultaneamente promovida a arcebispado e tornou-se sua Metropolita. Em 1592 (durante a Guerra dos Oitenta Anos, durante a qual a coroa espanhola perdeu a Holanda), foi suprimida, e seu território foi imediatamente incluído na nova Missão sui iuris holandesa "Batávia", logo promovida a vicariato apostólico .
Em 1833, a diocese foi restaurada como Administração Apostólica (pré-diocesana) de Haarlem , que em 4 de março de 1853 foi promovida como Diocese de Haarlem (em 1827, o Concordato estabeleceu a fundação de uma Diocese de Amsterdã, mas nenhum bispo foi nomeado).
Em 16 de julho de 1955, perdeu territórios para a Diocese de Breda e para estabelecer a Diocese de Groningen e a Diocese de Roterdã .
Em 7 de outubro de 2008, foi renomeada como Diocese de Haarlem–Amsterdã.

## Igrejas especiais
A sede episcopal da Diocese de Haarlem-Amsterdã é a Catedral de São Bavão, uma basílica menor em Haarlem, cidade que também possui duas antigas catedrais: a Igreja de São José e a Igreja de São Bavão (hoje uma igreja protestante). Outras basílicas menores na diocese são a Basílica de São João Batista em Laren e a Basílica de São Nicolau em Amsterdã, ambas na província da Holanda do Norte.

## Estatísticas
Em 2013, a diocese serviu pastoralmente 462.000 católicos (15,8% do total de 2.915.000) em 2.912 km² em 145 paróquias, com 194 sacerdotes (161 diocesanos, 33 religiosos), 54 diáconos, 557 religiosos leigos (81 irmãos, 476 irmãs).

## Bispos
|                 | Nome                                           | Período    | Notas                        |        |
| Bispos          | Bispos                                         | Bispos     | Bispos                       | Bispos |
| --------------- | ---------------------------------------------- | ---------- | ---------------------------- | ------ |
| 14º             | Johannes Hendriks                              | 2020–      | Atual                        |        |
| 13º             | Jozef Marianus Punt                            | 2001–2020  |                              |        |
| 12º             | Hendrik Joseph Alois Bomers, C.M.              | 1983–1998  |                              |        |
| 11º             | Theodorus Henricus Johannes Zwartkruis         | 1966–1983  |                              |        |
| 10°             | Joannes Antonius Eduardus van Dodewaard        | 1960–1966  |                              |        |
| 9º              | Johannes Petrus Huibers                        | 1935–1960  |                              |        |
| 8º              | Johannes Dominicus Josephus Aengenent          | 1928–1935  |                              |        |
| 7º              | Augustinus Josefus Callier                     | 1903–1928  |                              |        |
| 6°              | Caspar Josefus Martinus Bottemanne             | 1883–1903) |                              |        |
| 5º              | Pieter Matthijs Snickers                       | 1877–1883  | Nomeado Arcebispo de Utreque |        |
| 4º              | Gerardus Petrus Wilmer                         | 1861–1877  |                              |        |
| 3°              | Franciscus Josefus van Vree                    | 1853–1861  |                              |        |
| 2º              | Godfried van Mierlo, O.P.                      | 1570–1587  |                              |        |
| 1º              | Nicolaas van Nieuwland                         | 1561–1569  |                              |        |
| Bispo coadjutor |                                                |            |                              |        |
|                 | Johannes Willibrordus Maria Hendriks           | 2018-2020  |                              |        |
|                 | Hendrik Joseph Alois Bomers, C.M.              | 1983       |                              |        |
|                 | Joannes Antonius Eduardus van Dodewaard        | 1958-1960  |                              |        |
| Bispo auxiliar  |                                                |            |                              |        |
|                 | Johannes Willibrordus Maria Hendriks           | 2011-2018  | Elevado a Bispo coadjutor    |        |
|                 | Jozef Marianus Punt                            | 1995-2001  | Elevado a Bispo Diocesano    |        |
|                 | Johannes Gerardus Maria van Burgsteden, S.S.S. | 2000-2011  |                              |        |
|                 | Joseph Frans Lescrauwaet, M.S.C.               | 1983-1995  |                              |        |